# Fort Meade (Florida)
Fort Meade è un comune (city) degli Stati Uniti d'America, nella contea di Polk, in Florida.